# Usman Khan
Usman Khan (Stoke-on-Trent, Staffordshire, Inglaterra, 10 de marzo de 1991-Londres, 29 de noviembre de 2019) fue un terrorista británico de origen pakistaní, autor en 2019 de un apuñalamiento masivo en el puente de Londres, donde dos personas murieron y otras tres resultaron heridas. Fue abatido en el lugar por un miembro de la policía metropolitana, donde falleció. Cuando llevó a cabo el ataque portaba una pulsera electrónica de seguimiento y un cinturón bomba que resultaría ser falso.

## Biografía
Fue detenido en febrero de 2012 por actividades ligadas al terrorismo. Khan formaba parte de un grupo de nueve hombres que se declararon culpables de los delitos de terrorismo inspirados por Al Qaeda, que incluían planes para hacer estallar artefactos explosivos en la Bolsa de Londres y construir un campo de entrenamiento terrorista en Cachemira. El grupo se había formado en octubre de 2010 y fue arrestado en diciembre de 2010 después de una extensa operación policial. Khan recibió una sentencia indeterminada con un plazo mínimo de ocho años. Bajo la sentencia indeterminada, Khan habría permanecido en la cárcel todo el tiempo que fuera necesario para mantener a salvo al público. Sin embargo, la sentencia de Khan fue anulada y se le otorgó una pena de prisión de 16 años que le permitió ser liberado automáticamente después de cumplir ocho años. Su liberación temprana fue criticada por muchos.
Khan era considerado una historia de éxito y participante ejemplar del programa de rehabilitación de presos de la Universidad de Cambridge Learning Together, al grado que dicha universidad estaba considerando matricularlo como estudiante del primer año universitario.
Según fuentes periodísticas no contrastadas y refutadas en otros medios, Khan fue confidente del Al-Muhajirun, el grupo liderado por Anjem Choudary que había sido denominado "el grupo extremista más prolífico y peligroso de Gran Bretaña". Se decía que estuvo inspirado por Al-Qaeda desde 2012 hasta los momentos previos al atentado.